# Цитозин
Цитози́н — одна з п'яти основних азотистих основ, що використовується в зберіганні і транспортуванні генетичної інформації в межах клітини, як складова частина нуклеїнових кислот (ДНК і РНК). Це похідна піримідину, з гетероциклічним ароматичним кільцем і двома замісниками: аміно-групою в 4 положенні і кето-групою в 2 положенні. Нуклеозид цитозину називається цитидином.
У нуклеїнових кислотах цитозин формує три водневі зв'язки із гуаніном.
Цитозин був вперше виявлений в 1894 році, ізольований з тимусу телят. Інтерпретація структури була запропонована в 1903 році, речовина була синтезована в лабораторії, а також підтверджена її структура (у тому ж році).
За результатами експедиції космічного корабля NASA на астероїд Бенну, в зразках ґрунту доставленого з астероїду, було виявлено багатий набір мінералів і рідкісних органічних сполук, зокрема 14 із 20 амінокислот, які життя на Землі використовує для побудови білків, а також всі чотири кільцеподібні молекули, що утворюють ДНК, у тому числі: цитозин, гуанін, аденін і тимін.